# (3908) Nyx
(3908) Nyx ist ein Asteroid vom Amor-Typ, der am 6. August 1980 von Hans-Emil Schuster am La-Silla-Observatorium entdeckt wurde.
Der Asteroid ist nach der griechischen Göttin Nyx benannt – ebenso wie der Plutomond Nix.